# Trichocera limpidipennis
Trichocera limpidipennis är en tvåvingeart som beskrevs av Friedrich Hermann Loew 1873. Trichocera limpidipennis ingår i släktet Trichocera och familjen vintermyggor.
Artens utbredningsområde är Polen. Inga underarter finns listade i Catalogue of Life.